# Margarit Ter-Minasjan
Margarit Jerwandowna Ter-Minasjan (armenisch Մարգարիտ Տեր-Մինասյան, russisch Маргарита Ервандовна Тер-Минасян; * 16. Mai 1910 in Leipzig; † 9. April 1995 in St. Petersburg) war eine sowjetische bzw. russische Koleopterologin armenischer Herkunft.
Ihr Vorname wurde oft mit „Margarita“ transkribiert, der Nachname auch Ter-Minassian, Ter-Minasian or Ter-Minasyan.

## Leben
Ter-Minasjans Vater war ein bedeutender Armenologe und lehrte zeitweise in Leipzig. Ihre Mutter war Russisch-Lehrerin. Nach dem Mittelschulabschluss 1926 in Wagharschapat studierte Ter-Minasjan an der Universität Jerewan in der Biologie-Abteilung der Pädagogik-Fakultät. 1932 wurde sie Aspirantin im Leningrader Zoologie-Institut der Akademie der Wissenschaften der UdSSR (AN-SSSR, seit 1991 Russische Akademie der Wissenschaften (RAN)). Ihre Dissertation über die Steppen- und Halbwüstenfauna der Rüsselkäfer Armeniens und Nachitschewans verteidigte sie 1935 mit Erfolg für die Promotion zur Kandidatin der biologischen Wissenschaften. Darauf erhielt sie die Anstellung im Zoologie-Institut.
Ter-Minasjan wurde die 2. Ehefrau des Entomologen Andrei Richter (1911–1950). Während des Großen Terrors wurde Richter im Juli 1938 mit weiteren Mitarbeitern des Zoologie-Instituts verhaftet, worauf Ter-Minasjan nach Jerewan ging. Nach der Entlassung des NKWD-Chefs Nikolai Jeschow wurde Richter 1939 freigelassen und kam auch nach Jerewan. Beide arbeiteten im neuen Zoologie-Sektor der Armenischen Filiale der AN-SSSR (ab 1943 Akademie der Wissenschaften der Armenischen Sozialistischen Sowjetrepublik). Ihre Arbeiten trugen dazu bei, dass dieser Akademie-Sektor später das Zoologie-Institut der Akademie wurde.  1949 erhielt Ter-Minasjan die Ernennung zur Professorin. Nach dem Tod ihres Mannes 1950 kehrte sie nach Leningrad zurück.
Ter-Minasjan trug wesentlich zur Systematik und Faunistik der Samenkäfer, Blattroller und Rüsselkäfer bei. Die Samenkäfer und Blattroller waren auch Gegenstand ihrer Doktor-Dissertation, die sie 1944 mit Erfolg für die Promotion zur Doktorin der biologischen Wissenschaften verteidigt hatte. Sie betreute viele faunistische Kandidat- und Doktor-Arbeiten zur Schließung von Wissenslücken in der gesamten Sowjetunion. Sie war lange Mitglied des Rats und des Präsidiums der Allrussischen/Russischen Entomologischen Gesellschaft. Nach der Pensionierung 1986 arbeitete Ter-Minasjan ehrenamtlich.
Die Entomologin Wera Richter (1936–2015) und die Philologin Natalija Andrejewna Richter (1945–2001) waren Ter-Minasjans Töchter.

## Ehrungen, Preise
- Orden der Völkerfreundschaft
- Ehrenzeichen der Sowjetunion